# Игнациус, Василий Васильевич
Васи́лий Васи́льевич Игна́циус (21 июня (3 июля) 1854 — 14 (27) мая 1905) — русский морской офицер, капитан 1-го ранга, герой Цусимского сражения, известный художник-маринист.

## Биография
Дворянин Петербургской губернии, родился в семье подпоручика Дворянского полка 17-й артиллерийской бригады.
- 16 сентября 1871 — Принят воспитанником в Морской корпус.
- 13 апреля 1872 — Принят на действительную службу.
- 13 апреля 1875 — Гардемарин.
- 30 августа 1876 — Мичман.
- 24 сентября 1878 — Обязательный слушатель минного офицерского класса.
- 25 сентября 1878 — Минный офицер клипера «Разбойник» с переводом во 2-й флотский экипаж.
- 30 ноября 1878 — Прикомандирован к Гвардейскому экипажу.
- 1 января 1881 — Лейтенант.
- 28 сентября 1881 — Заведующий командой фрегата «Светлана».
- 15 апреля 1882 — Командир миноноски «Ястреб».
- Зимой 1883/84 годов вольнослушателем посещал рисовальные классы Императорской академии художеств.
- 1 августа 1884 — Заведующий оружием в экипаже.
- 1885 — Командир миноноски «Курица».
- 1885—1886 — Вахтенный начальник на императорских яхтах «Александрия» и «Держава».
- 8 марта 1886 — Минный офицер императорской яхты «Держава».
- 19 сентября 1886 — В составе экзаменационной комиссии по экзамену минного дела при производстве практических гардемарин Морского Корпуса и кондукторов Морского инженерного училища.
- 17 сентября 1886 — Списан с яхты «Держава» для командировки во Владивосток на клипере «Вестник».
- 26 августа 1888 — 5 августа 1889 — Годовой отпуск в Париж для занятий живописью у профессора А. П. Боголюбова в Париже.
- 5 сентября 1889 — Разрешением Великого Князя Алексея Александровича дозволено заниматься живописью в Императорской Академии Художеств, с освобождением от ротных учений и занятий.
- 19 апреля 1890 — Командир миноносца «Луга» в составе Практической эскадры Балтийского моря.
- 3 декабря 1890 — Приговором военно-морского суда Кронштадтского порта подвергнут двухнедельному аресту в дисциплинарном порядке за посадку по неосторожности на камни миноносца «Луга».
- 30 марта 1891 — Старший офицер  двухбашенной броненосной лодки «Смерч».
- 1891—1892 — Командир  двухбашенной броненосной лодки «Смерч» и миноноски № 129.
- 1 января 1893 — Капитан 2-го ранга.
- 1893—1894 — Командир миноносца «Взрыв» в составе Учебно-минного отряда.
- 7 ноября 1894 — Переведен на Тихоокеанскую эскадру старшим офицером крейсера 2-го ранга «Разбойник».

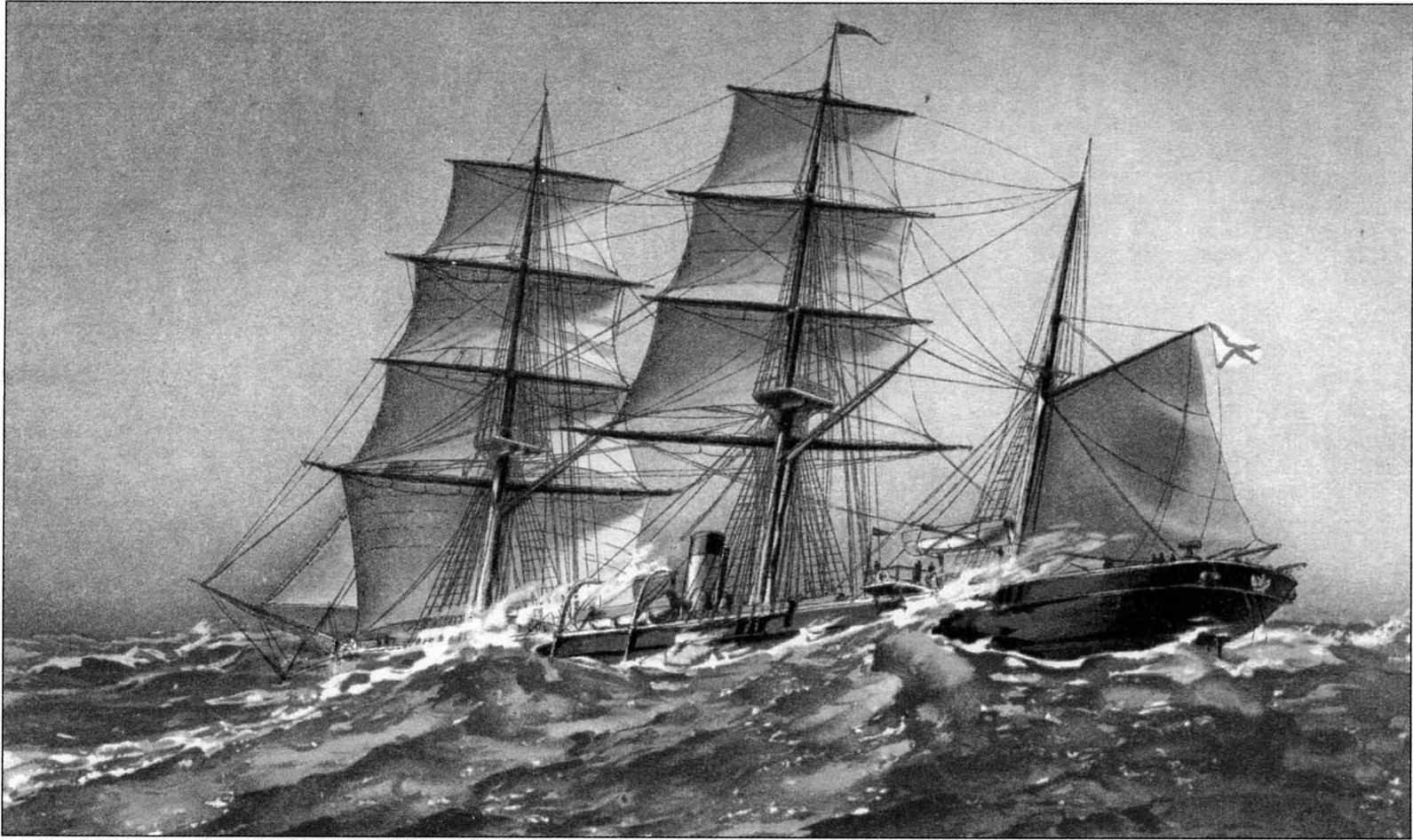
Винтовой клипер «Разбойник» под парусами. Рисунок лейтенанта В. В. Игнациуса

- 21 марта 1896 — Минный офицер 1-го разряда.
- 14 мая 1896 — Переведен на Балтийский флот командиром броненосца береговой обороны «Ураган».
- 12 января 1898[1] — Переведен на Дальний Восток командиром минного крейсера «Всадник».
- 1 июня 1899 — Врид командира канонерской лодки «Манджур»
- 21 ноября 1899 — Переведен на Балтийский флот с назначением командовать миноносками и их командами в Кронштадте.

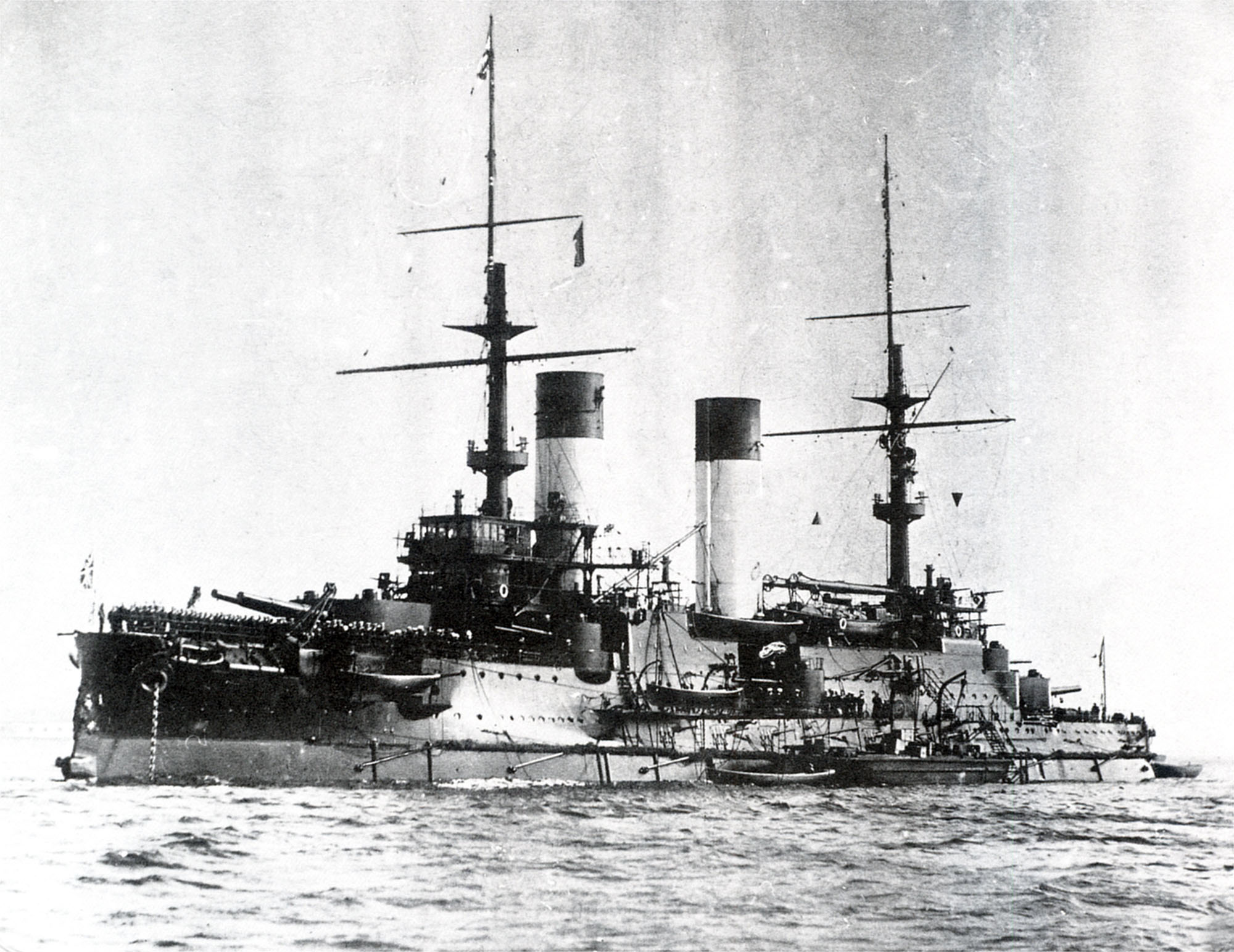
Броненосец «Князь Суворов»

- 1 апреля 1901 — Капитан 1-го ранга.
- 22 октября 1901 — Командир 8-го флотского экипажа и эскадренного броненосца «Князь Суворов».
- 1 июня 1904 — Отчислен от командования 8-м флотским экипажем.
- 1904—1905 — Участвовал в Цусимском походе и сражении.
- 14 мая 1905 — Погиб около 16.00, находясь в средней батарее броненосца.
- Исключен из списков чинов флота погибшим, приказом № 227 от 20.6.1905.

## Семейное положение
- Супруга: Елизавета Фёдоровна Клемец
- Сын: Николай (род. 15.3.1884)
- Дочь: Мария (род. 19.2.1886)

## Отличия
- Орден Святого Станислава III степени (6.5.1883)
- Орден Святой Анны III степени (30.10.1895)
- Орден Святого Станислава II степени (1897)
- Орден Святого Владимира IV степени с бантом (1898)
- Испанский орден «За морские заслуги» (15.12.1888)
- Орден Святой Анны II степени (1899)
- Орден Святого Владимира III степени (1904).